# Rashidun
Rashidun (arabiska för 'de rättledda' eller 'perfekta') eller rashidunkalifatet är benämningen på de fyra första kaliferna i det muslimska rike som grundades av profeten Muhammed. Perioden startar i och med Muhammeds död år 632 när Abu Bakr antar titeln som kalif och den slutar med mordet på den fjärde kalifen Ali ibn Abi Talib år 661. De fyra kalifer som innehade titeln under perioden var: Abu Bakr (632–634), Umar ibn al-Khattab (634–644), Usman ibn Affan (644–656) och Ali ibn Abi Talib (656–661).
Perioden innebar att kalifatet expanderade kraftigt, bland annat så erövrades den arabiska halvön, sasanidiska imperiet och delar av det byzantinska riket. Slutet av rashidunkalifatet präglades av interna stridigheter och oenigheter om vem som skulle anses vara den rättmätige efterträdaren till profeten Muhammed.

## Förste kalifen - Abu Bakr
Vid profeten Muhammeds död 632 riskerade den muslimska gemenskapen att falla sönder, inte minst på grund av att många arabiska stammar menade att deras allians med Muhammed hade varit personlig och att de inte hade några särskilda skyldigheter gentemot den muslimska gemenskapen som kollektiv. Abu Bakr – som var den första manliga konvertiten till islam – samlade stöd inom umma och utropade sig till kalif (ställföreträdare, efterträdare på arabiska), det vill säga Muhammeds efterträdare. En majoritet stödde Abu Bakr, men en grupp som kallade sig Shia't Ali (Alis parti) menade att det borde vara Ali som skulle bli kalif.
Bakr kom att bedriva krig mot olika ledare och grupper som ansågs ha avvikit från den rätta tron och även sådana som ansågs vara falska profeter, bland annat huvudmotståndaren Musaylima. Abu Bakr utropade jihad och under 632–633 utspelade sig Riddakrigen, då Bakr besegrade olika stammar på den arabiska halvön för att till sist kunna utropa sig som segrare. Efter krigen på arabiska halvön riktade Bakr och hans general Khalid ibn al Walid uppmärksamheten mot områden i nuvarande Syrien och Irak, där de stred mot byzantinska riket i Syrien och sasaniderna i Irak. Under anfallen mot Syrien avled Abu Bakr år 634 av naturliga orsaker och efterträddes av Umar ibn al-Khattab.

## Kalif Umar och Usman
Umar ibn al-Khattab hade varit en av Abu Bakrs närmsta och Bakr hade även uttryckt att han föredrog Umar som efterträdare. Umar fortsatte tidigare anfall mot Irak och Syrien och erövrade snart Irak efter sitt tillträde som kalif. Han expanderade även i Syrien och erövrade Jerusalem 638. Umar är en av de mest kända kaliferna under rashidun, bland annat för en rad reformer. Han införde till exempel diwan, en form av offentlig förvaltning som betalade ut löner och pensioner till soldater. Han skapade ett polis- och domstolsväsende, inrättade parlament och införde den islamska kalendern. I muslimsk tradition är Umar ihågkommen för sin känsla för rättvisa och det finns olika traditionella berättelser som belyser detta personlighetsdrag. Han är även känd för hans beslut att utnämna Muawiya till guvernör över Syrien, Muawiya kom senare att grunda en ny muslimsk dynasti: umayyaderna, som tog över kontrollen av kalifatet efter rashidun-perioden. Precis innan han dog utsåg Umar ett råd på sex personer – shura – som skulle välja hans efterträdare. Umar mördades 644 av en persisk slav som hämnd för den muslimska erövringen av Persien.
Umar efterträddes av Usman ibn Affan, en tidigare nära vän till Muhammed. Under Usmans styre stärktes kontrollen över Egypten och ytterligare områden i Persien erövrades. Riket försvarade sig även framgångsrikt mot anfall från bysantinska riket. Den ekonomiska situationen i kalifatet förvärrades och breda lager av befolkningen var missnöjda med Usmans styre, bland annat ansågs han gynna sin egen klan och anklagades för hädelse. Den sjunkande populariteten i kombination med oviljan att använda militära medel för att förgöra sina fiender ledde till att han mördades 656.

## Slutet på Rashidunkalifatet
Ali ibn Abi Talib, Muhammeds svärson, blev den nya kalifen, men hamnade snart i konflikt med Usmans kusin Muawiyya. Efter Usmans död fanns det lite enighet kvar i kalifatet och de befintliga konflikterna ledde snart till inbördeskrig: den första Fitna-konflikten. Ali stred bland annat mot Muhammeds dotter Aisha, vilket påverkade hans anseende negativt då han ansågs ha spillt muslimskt blod, något som hans företrädare hade vägrat att göra. Ali erövrade områden i Irak och utropade staden Kufa som ny huvudstad i stället för Medina som tidigare. Samtidigt växte Muawiyyas inflytande, han fick bland annat stöd av grupper i Syrien, Levanten och Egypten och utropade sig till kalif vid ett besök i Jerusalem. Riket hade alltså två kalifer samtidigt, något som dock inte varade särskilt länge då Ali år 661 mördades av en extrem muslimsk rörelse som kallade sig kharijiter. Kharijiterna försökte även mörda Muawiyya, men misslyckades.
Den splittring som redan fanns under Alis liv kom efter hans död att fördjupas och mynna ut i de två huvudgrenar av islam som än idag är framträdande. Något förenklat kan sägas att de som såg Ali som den rättmätige kalifen grundade shia och de som stödde Muawiyya lade grunden till vad som idag är sunni-islam. Efter Alis död grundade Muawiyya den umayyadiska dynastin, som kom att styra kalifatet fram till år 750. Under umayyaderna infördes en ärftlig tronföljd och kalifatet kom att fortsätta expandera vidare under deras ledning.